# واحات السيليكون للمناطق التكنولوجية
شركة واحات السيليكون للمناطق التكنولوجية هي شركة مساهمة حكومية مصرية، أنشأت سنة 2016 طبقًا لقانون رقم 159 لسنة 1980، كشراكة بين هيئة تنمية صناعة تكنولوجيا المعلومات والجهاز القومي لتنظيم الاتصالات التابعين لوزارة الاتصالات وتكنولوجيا المعلومات وهيئة المجتمعات العمرانية الجديدة التابعة لوزارة الإسكان والمرافق والمجتمعات العمرانية.
تعمل الشركة في مجال تخطيط وتصميم وتنفيذ وإنشاء المناطق التكنولوجية المتخصصة في مجال الاتصالات وتكنولوجيا المعلومات، وكذلك تقديم الخدمات اللوجستية وإقامة مشروعات البنية التحتية والتكنولوجية المطلوبة لتنمية هذه المناطق.

## المناطق التكنولوجية
تمتلك الشركة سبعة مناطق تكنولوجية داخل مصر هي:
| المنطقة                  | المحافظة          | المساحة  | تاريخ الافتتاح |
| ------------------------ | ----------------- | -------- | -------------- |
| برج العرب الجديدة        | محافظة الإسكندرية | 76 فدان  | 2016           |
| أسيوط الجديدة            | محافظة أسيوط      | 44 فدان  | 2016           |
| بني سويف الجديدة         | محافظة بني سويف   | 50 فدان  | 2018           |
| مدينة السادات            | محافظة المنوفية   | 50 فدان  | 2020           |
| العاصمة الإدارية الجديدة | محافظة القاهرة    | 250 فدان | تحت الإنشاء    |
| أسوان الجديدة            | محافظة أسوان      | 40 فدان  | تحت الإنشاء    |
| دمياط الجديدة            | محافظة دمياط      |          | جاري التجهيز   |

## معرض الصور

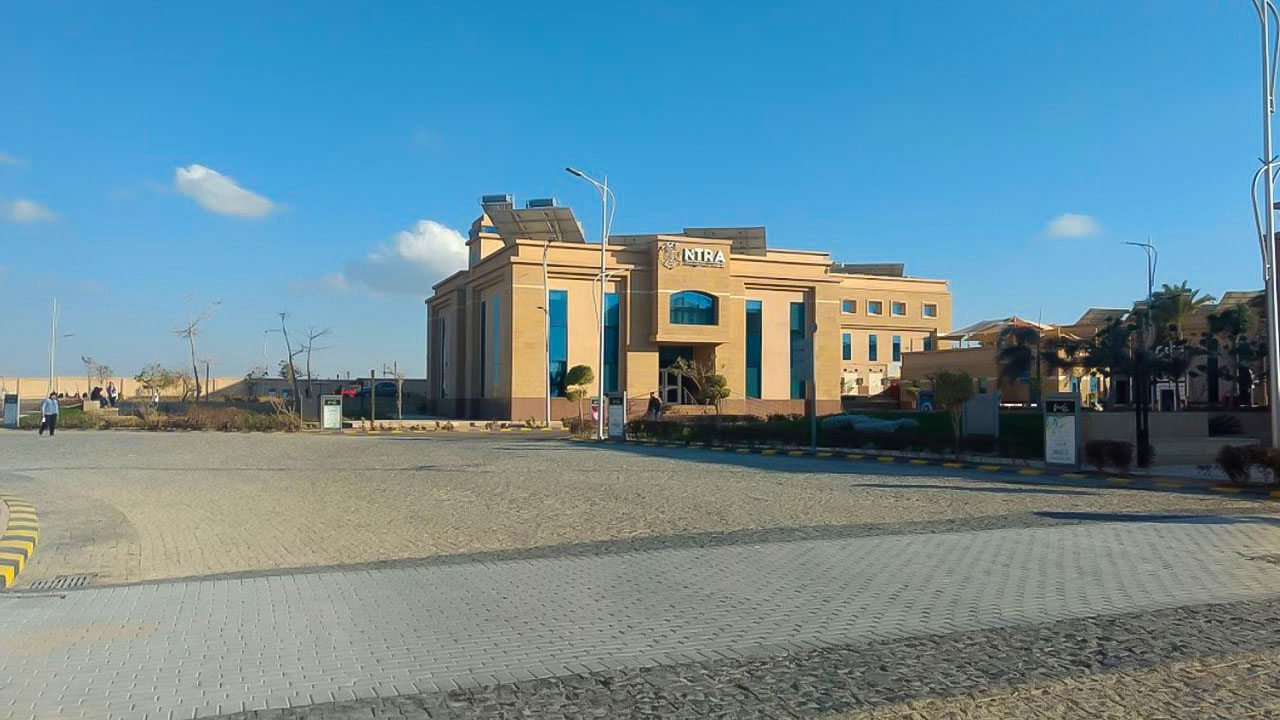
المنطقة التكنولوجية بمدينة برج العرب الجديدة
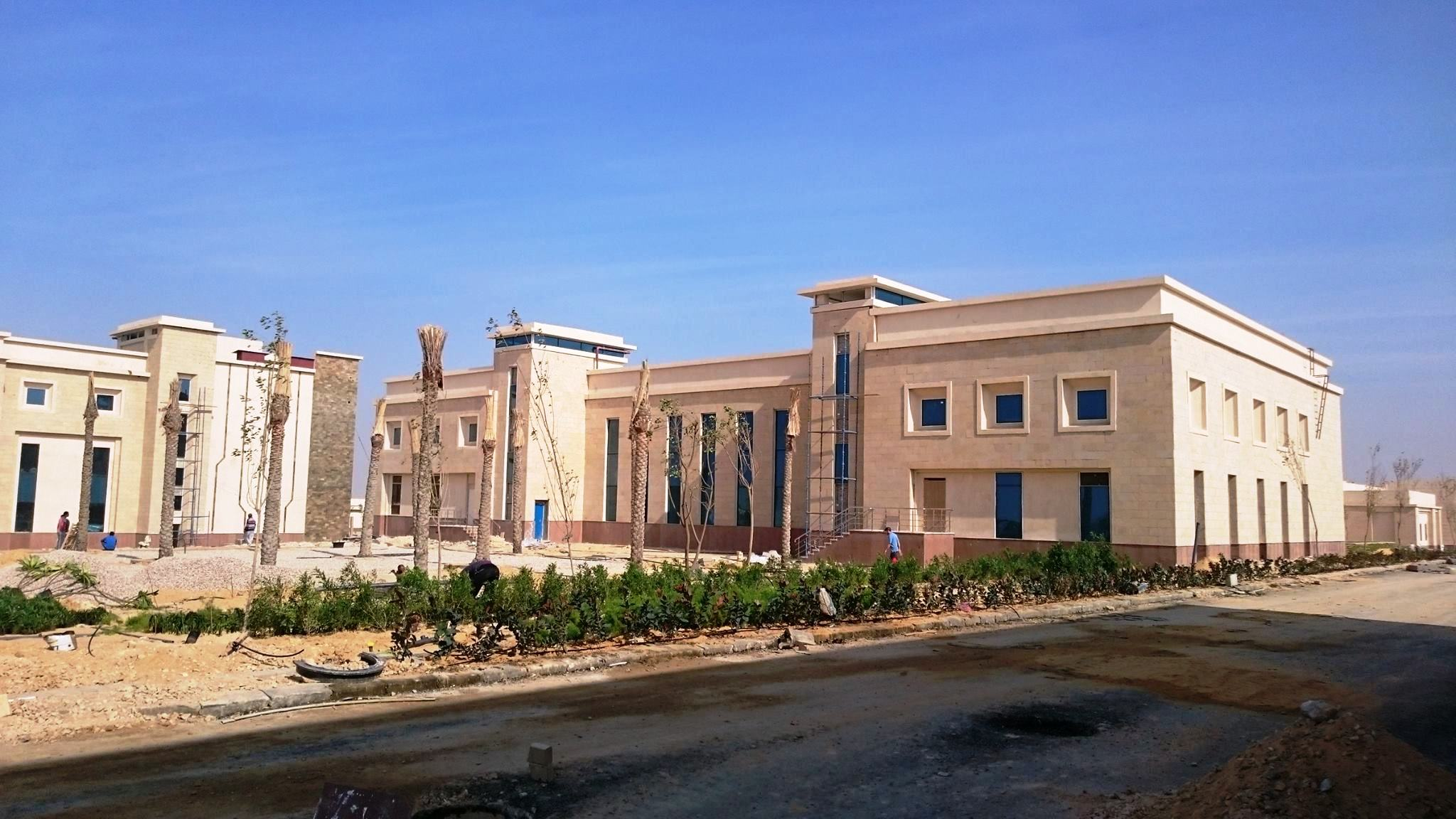
المنطقة التكنولوجية بمدينة برج العرب الجديدة

## وصلات خارجية
- الموقع الرسمي
- فيديو ترويجي عن المنطقة التكنولوجية بمدينة برج العرب الجديدة